# Біхарі Лал Чаубе
Біхарі Лал Чаубе (гінді:बिहारी, 1595 або 1603 —між 1663 та 1665) — індійський поет часів правління могольського падишаха Шах Джахана.

## Життєпис
Народився у м. Гваліор. Щодо року народження немає вірних даних — 1595 або 1603. Син брахмана Кешав Рая та його дружини з касти кшатріїв. У дитинстві перебрався до містечка Орчха. Тут він зацікавився поезією. Водночас отримав класичну для брахмана освіту. З часом перебрався до міста Матхура, де зміг представити свої вірші падишахові Шах Джахану. Отримав від останнього запрошення до свого двору в Аґрі.
Під час перебуванні при дворі Біхарі Лал вивчив також перську мову, водночас затоваришував з впливовим політиком та поетом Абдул Рахімом, а також з раджпутським раджою Джай Сінґхом I. Згодом перебрався до останнього в Джайпур. Тут він створив свої найкращі твори. Ймовірно Біхарі помер, знаходячись у почті раджпутського раджи — в Амбері або Джайпурі. Також не відома його точна дата смерті — між 1663 та 1665 роками.

## Творчість
Легенда так розповідає про початок кар'єри Біхарі Лала. Джайпурский раджа Джай Сінґх, одружившись з юною принцесою, закинув державні справи і віддався любовним насолодам. Всякого, хто порушував його спокій, страчували на місці. Ніхто з наближених не наважувався нагадати раджі про державні справи, і ось на їх прохання Біхарі Лал, тоді ще маловідомий поет, написав двовірш про джмеля і троянду, сховав його в бутоні квітки, який поклав на порожній трон. Традиційний в індійській поезії образ, обіграний незліченне кількість разів сотнями поетів, зазвучав у Біхарі Лала несподівано і яскраво. Не джміль — цей вічний і невтомний спокусник — підкорює квітку, що довірливо відкрилася йому назустріч, а бутон ще нерозквітлої троянди полонив джмеля своєю принадністю, позбавивши його сили і влади.
Згідно з переказами, двовірш вплинув належним чином, а захоплений талантом поета Джай Сінґх запросив Біхарі Лала до свого двору і замовив йому сімсот строф. Так з'явилася на світ знаменита збірка «Сатсаі» («Сімсот строф», 1663 рік), яка стала однією з улюбленіших, породила рясну коментаторську літературу і безліч наслідувань. Це вільний поетичний твір, що складається з окремих двовіршів, кожний з яких являє собою закінчену ліричну мініатюру.
У «Сатсаі» присутні чудові зразки поетичних фігур, серед яких особливо багато різного роду артга-аланкара (семантичних прикрас вірша). Біхарі Лал майстерно володів технікою санскритської поетики, він створював чудові рядки про природу, кохання, красу людського тіла і любовної пристрасті.
Поет розширив тематичне коло поезії Шрінгара-раса. Він пише не тільки про любов Крішни і Радгі, а й про сучасну йому феодальну родину, про почуття жінки, що залишає батьківський дім і йде в будинок чоловіка, про відносини між невісткою і свекром тощо. Поет педантично і віртуозно описав жіночий одяг і прикраси, завдяки чому науковці тепер можуть уявити собі середньовічний побут різних верств міського населення Індії.
Витончена, вишукана поезія Біхарі Лала деколи складна для сприйняття, але в ній немає порожнього.